# Salt de la Nòvia
El salt de la Nòvia es troba a la localitat de Navaixes (Navajas), a l'Alt Palància, en la província de Castelló. Es troba quasi a un quilòmetre al sud-est de la població i està format per la cascada del Brazal, un impressionant salt d'aigua de 30 metres.
Està situat en un lloc emblemàtic, ja que està a vora del riu Palància i és un lloc turístic visitat per milers de persones que s'acosten, sobretot a l'estiu, ja que l'ajuntament hi organitza orquestres i la gent s'acosta a menjar i beure en la gespa del costat de la cascada.
A més, com Navaixes no té mar, hi ha persones que van a prendre el bany i, fins i tot, a refrescar-se a sota de la cascada.
Aquest salt es va formar fa milions d'anys, igual que les parets calcàries, per l'erosió del terreny i el pas dels anys. A més, als voltants de la cascada hi ha moltes coves.

## Llegenda
La llegenda local conta que, quan les parelles anaven a casar-se, les núvies havien de saltar el riu en aquest punt per demostrar que l'amor a la parella era vertader, i si ho assolien, el matrimoni seria feliç. Però, una vegada, una no ho va assolir, i fou atrapada juntament amb el seu nuvi, que es va llançar a rescatar-la per un remolí del riu, on tots dos van morir.